# Pierre de La Garde
Pierre de La Garde (Crécy-la-Chapelle, 1717 - 1792) fou un compositor francès del Barroc i del Classicisme.
Va pertànyer a la música de Lluís XV, fou director de la música del comte d'Artois i professor d'arpa de la reina Maria Antonieta.
Va compondre les òperes:
- Egle (1748);
- Sylvie (1749);
- La journée galante (1750), i nombroses cançons romances, molt en voga en el seu temps.